# Acanthocephalus falcatus
Acanthocephalus falcatus är en hakmaskart som först beskrevs av Georg Stephan Froelich 1789.  Acanthocephalus falcatus ingår i släktet Acanthocephalus och familjen Echinorhynchidae. Inga underarter finns listade i Catalogue of Life.